# Paola Drigo
Paola Bianchetti Drigo (Castelfranco Veneto, 4 gennaio 1876 – Padova, 4 gennaio 1938) è stata una scrittrice italiana.

## Biografia
Compie buoni studi, frequentando il ginnasio inferiore dell'istituto "Canova" di Treviso. All'età di 22 anni sposa l'agronomo padovano Giulio Drigo, andando a vivere a Mussolente, nei dintorni di Bassano del Grappa (Vicenza). Nel 1937, dopo la morte del marito (1922), si trasferisce a Padova.
Pubblicò novelle e elzeviri nei più prestigiosi giornali dell'epoca: La Lettura, Nuova Antologia, L'Illustrazione italiana, Corriere della Sera e altri, raccolti a costituire i tre volumi di racconti della sua bibliografia. È autrice poi di due rilevanti romanzi, editi entrambi nel 1936: Fine d'anno e Maria Zef. Quest'ultimo libro fu ripubblicato dall'editore Treves nel 1938, e in seguito nel 1939 da Garzanti, con successive ristampe del 1946 e del 1953. Parte della sua opera fu, ed è ancor oggi, tradotta in varie lingue europee; dal romanzo Maria Zef sono state tratte due trasposizioni cinematografiche, una diretta nel 1953 da Luigi De Marchi e l'altra nel 1981 da Vittorio Cottafavi.
Paola Drigo fu una voce importante e originale della narrativa italiana ed è riconosciuta dalla critica come la scrittrice d'area veneta più rilevante della prima metà del Novecento. Quando fu dato alle stampe, il suo romanzo Maria Zef fece scalpore per come adombrava un tema scabroso quale l'incesto in situazioni di estremo disagio economico e sociale. Muore nel giorno del suo 62º compleanno.

## Opere
Racconti
- La fortuna, Milano, Treves, 1913
- Codino, Milano, Treves, 1918
- La signorina Anna, Vicenza, Jacchia, 1932

Romanzi
- Fine d'anno, Milano, Treves, 1936; Lanciano, Carabba, 2005
- Maria Zef, Milano, Treves, 1936; Padova, Il Poligrafo, 2011